# CM스포츠타운
CM스포츠타운(CM Sports Town)은 대한민국의 경상북도 경주시에 있는 체육 시설이다. 볼링장, 롤러장, 풋살장 등의 구성되어 있다.